# Jerry et le Petit Samaritain
Pour plus de détails, voir Fiche technique et Distribution.
Jerry et le Petit Samaritain (Fit to be Tied) est le 69e court métrage d'animation de la série américaine Tom et Jerry réalisé par William Hanna et Joseph Barbera et sorti le 26 juillet 1952.